# Quadrado (osso)
O quadrado, ou osso quadrático[carece de fontes?] é um osso do crânio dos vertebrados. Presente em cada um dos lados do crânio, é o osso no qual se articula a maxila inferior de aves e outros tetrápodas como crocodílianos, serpentes e tartarugas.  Nos mamíferos, o quadrado dá origem à bigorna, um dos ossículos da orelha média. Os outros ossículos dos mamíferos são o martelo e o estribo, originados a partir do osso articular e hiomandibular, respectivamente. O martelo é o ossículo mais externo, enquanto o estribo é o mais interno. A bigorna ocupa uma posição intermediária entre os dois.